# El Rodeo, Epitacio Huerta
El Rodeo är en ort i Mexiko.   Den ligger i kommunen Epitacio Huerta och delstaten Michoacán de Ocampo, i den sydöstra delen av landet, 140 km nordväst om huvudstaden Mexico City. El Rodeo ligger 2 368 meter över havet och antalet invånare är 333.
Terrängen runt El Rodeo är kuperad åt nordost, men åt sydväst är den platt. Runt El Rodeo är det ganska tätbefolkat, med 75 invånare per kvadratkilometer. Närmaste större samhälle är Amealco, 13,6 km nordost om El Rodeo. I omgivningarna runt El Rodeo växer huvudsakligen savannskog.